# Joel Enarsson
Joel Erling Enarsson (Karlshamn, 27 giugno 1993) è un calciatore svedese, attaccante dell'FK Karlskrona.

## Carriera
All'età di 17 anni ancora da compiere ha esordito nel sesto campionato nazionale con la maglia dell'Asarums IF, segnando 7 reti nel campionato 2010. Ciò gli ha permesso di entrare nel settore giovanile del Mjällby, che all'epoca militava in Allsvenskan. Nel 2013 è tornato all'Asarums IF inizialmente in prestito, contribuendo alla vittoria del campionato di Division 3, per poi iniziare la stagione 2014 a titolo definitivo.
Il 30 luglio 2014, mentre stava guidando da capo cannoniere il campionato di Division 2 della regione del Götaland orientale, è stato ufficializzato il suo ritorno al Mjällby nell'ottica di un inserimento diretto in prima squadra. Dopo aver giocato uno scampolo di partita il 22 agosto contro l'Helsingborg, il 30 agosto è partito per la prima volta da titolare e ha segnato la sua prima marcatura in Allsvenskan in trasferta contro l'Häcken (1-1).
La stagione del Mjällby si è conclusa con la discesa in Superettan, Enarsson si è unito così all'IFK Norrköping come attaccante di riserva. In un anno e mezzo è partito titolare solo in un'occasione, collezionando 15 presenze in campionato senza mai trovare la via del gol. La squadra tuttavia ha conquistato inaspettatamente lo scudetto 2015 e la Supercoppa di Svezia 2015 (partita in cui Enarsson è rimasto in panchina).
Nell'agosto 2016, dopo aver rifiutato l'offerta di un Falkenberg indirizzato verso la retrocessione, Enarsson si è accasato al GIF Sundsvall che stava cercando un attaccante a seguito della cessione di Pa Dibba.
A fine stagione è rimasto svincolato, così è ritornato nuovamente al Mjällby, squadra che nel frattempo era scesa nella terza serie nazionale. Scaduto il contratto annuale, è rimasto nel campionato di Division 1 per firmare un biennale con l'FK Karlskrona poi rinnovato per un ulteriore anno.

## Palmarès

### Club

#### Competizioni nazionali
- Allsvenskan: 1

Norrköping: 2015
- Supercupen: 1

Norrköping: 2015